# Un soupçon de rose
Pour plus de détails, voir Fiche technique et Distribution.
Un soupçon de rose (titre original : Touch of Pink) est un film britannico-canadien réalisé par Ian Iqbal Rashid, sorti en 2004.

## Synopsis
À Londres, Alim et Giles vivent tranquillement leur relation amoureuse, même si depuis son jeune âge Alim se repose sur un ami imaginaire : Cary Grant dont les films et les réflexions lui servent de modèles et de recours aux situations difficiles.
Cependant, Nuru, la mère d'Alim, est jalouse du mariage que sa sœur et son beau-frère préparent pour le mariage de leur fils. Elle décide de trouver une fiancée à son fils et de venir à Londres. Alim et Giles vont essayer de faire semblant d'être de simples colocataires, le temps que Nuru se décourage.

## Fiche technique
- Titre original : Touch of Pink
- Réalisation : Ian Iqbal Rashid
- Scénario : Ian Iqbal Rashid
- Musique : Andrew Lockington
- Pays d'origine :  Royaume-Uni |  Canada
- Genre : Comédie dramatique et comédie romantique

## Distribution
- Jimi Mistry (VQ : Benoît Éthier) : Alim
- Kyle MacLachlan (VQ : Gilbert Lachance) : l'esprit de Cary Grant
- Sue Mathew (VQ : Marie-Andrée Corneille) : Nuru, la mère d'Alim
- Kristen Holden-Ried (VQ : Joël Legendre) : Giles
- Brian George (VQ : Jean-Marie Moncelet) : Hassan
- Veena Sood (VQ : Natalie Hamel-Roy) : Dolly
- Raoul Bhaneja (en) (VQ : François Godin) : Khaled
- Liisa Repo-Martell (VQ : Camille Cyr-Desmarais) : Delia

'Source et légende : Version québécoise (VQ) sur Doublage Québec

## Commentaires
Plusieurs films de Cary Grant sont montrés, imités ou rappelés au fil des apparitions du personnage de l'esprit incarné par Kyle MacLachlan. Le titre du film, Touch of Pink, et sa traduction française est un hommage au film That Touch of Mink (Un soupçon de vison) avec Grant.